# Katastrofa kolejowa w Milavčach
Katastrofa kolejowa w Milavčach – zderzenie pociągu ekspresowego Ex 351 przewoźnika Die Länderbahn relacji Monachium – Praga z pociągiem osobowym Os 7406 spółki České dráhy relacji Plzeň hlavní nádraží – Domažlice, które wydarzyło się 4 sierpnia 2021 roku o godzinie 8:06 na jednotorowej linii kolejowej nr 180 Plzeň – Furth im Wald na obszarze gminy Milavče (kraj pilzneński). Oba pociągi były prowadzone przez czeskich maszynistów.
W następstwie zderzenia doszło do uszkodzenia, częściowego wykolejenia taboru i zablokowania linii. Śmierć poniosło 3 obywateli Czech – maszyniści i jedna pasażerka, rannych zostało 67 osób, z czego 5 ciężko. Jedna osoba zaginęła.
Na miejscu zdarzenia brały udział czeskie i niemieckie służby ratunkowe. Cztery śmigłowce ratunkowe przewiozły poszkodowanych do szpitali w Pilźnie. Dziesięciu lekko rannych pasażerów przetransportowano do szpitali na terenie Niemiec.
Zdaniem czeskiego ministra transportu, Karela Havlíčka, przyczyną mogło być niezatrzymanie się jednego z pociągów przed sygnalizatorem nadającym sygnał „stój”. Hipotezę tę potwierdziła czeska Inspekcja Kolejowa. Ustalono także, że zaraz po stwierdzeniu przejechania sygnału „stój” dyżurny ruchu z Domažlic połączył się z maszynistą ekspresu i wezwał go do zatrzymania, lecz było już za późno mimo wdrożenia nagłego hamowania (prędkość spadła z 80 do 78 km/h). Zderzenie nastąpiło 87 m za semaforem, który – wbrew początkowym sugestiom – był dobrze widoczny.
Pociąg osobowy składał się z jednostek spalinowych Pesa Link polskiej produkcji.
Straty oszacowano na ponad 100 milionów koron czeskich.